# Олигоменореја
Олигоменореја (лат. oligomenorrhea) један је од најчешћих поремећај менструалног циклуса код адолесценткиња који се карактерише поремећајем ритма, односно размака између две менструације, које су продужен и више од шест седмица, али краће од једне године, тако да оболеле жене обично имају менструацију између 4 и 9 пута годишње.
Клинички гледано олигоменореја се јавља  у два облика као; примарна и секундарна олигоменореја. Код примарне олигоменореје  циклуси су продужени од прве менструације, а код секундарне олигоменореја се јавља након одређеног раздобља уредних менструалних циклуса.
Олигоменореја може резултовати неплодношћу и/или може бити праћена симптомима недостатка естрогена , попут губитка либида, атрофије дојке и сувоће роднице и перименопаузе.

## Опште информације о менструалном циклусу

### Физиологија
Под нормалним условима, после овyлације и након секреторне фазе, услед пада концентрације прогестерона долази до настанка менструације.
Менструација је љуштење и откидање слузнице ендометријма, која се код жена догађа редовно између менархе и менопаузе. Менструални циклус је време између првог дана једне меснтруације и првог дана следеће менструације, укључујући и дане крварења.
У физиолошким условима код жена у репродуктивном добу и ван трудноће и пуерпуералног периода, интервал између једне и следеће менструације може да варира између 23 и 35 дана. Под нормалним условима, после овyлације и након секреторне фазе, услед пада концентрације прогестерона долази до настанка менструације, са трајањем губитка крви од 2 до 8 дана, и просечном количином губитка крви који је 20–80 милилитара.

### Патологија
Под олигоменореом подразумевамо понављање менструације у временским интервалима дужим од 35 дана, али краћим од 3 месеца (изнад тога говоримо о аменореји , односно продуженој обустави менструалног циклуса). О олиго-аменореји говоримо када се смењују веома дуги циклуси, са периодам без циклуса дуже од 3 месеца.

## Етиологија
Сва кашњења менструације која се не могу приписати трудноћи (а која се  морају искључити путем релативног теста) и која су спорадичне природе најчешће су повезана су са бројним етиолошким факторима који немају патолошки значај, али које је тешко проценити (на пример, ситуације физичког и психичког стреса, строге дијете или  сезонске промене) немају патолошки значај и не захтевају терапију. Међутим код постојање одложених циклуса и кашњења менструације таква особа мора бити подвргнута адекватној дијагностици од стране лекара специјалисте . У заква стања спадају:
- Синдром полицистичних јајника
- Мултифоликуларни јајник
- Тријада спортиста (стрес од прекомерне физичке активности и рестриктивних правила у исхрани)
- Хиперплазија надбубрежне жлезде
- Поремећаји у исхрани као што су анорексија нервоза и булимија
- Хипотиреоза
- Тиротоксикоза (хипертиреоза)
- Хиперпролактинемија или тумор хипофизе
- Емоционални или физички стрес
- Перименопауза или рана менопауза
- Хронична болест
- Употреба дрога

Како је, у овим стањима тешко   одредити када је овулација, и да ли је уопште има, па самим тим немогуће је и планирати трудноћу. Тако се дешава да жене које имају проблем са олигоменорејом не могу да остану у другом стању кад оне то ђеле или могу да затрудне чак и када то уопште не очекују.
Узроци олигоменореје у јајницима укључују аутоимуно прерано отказивање јајника, хируршко уклањање јајника и зрачење јајника рендгенским зракама . Поред тога, бројни лекови и хормони могу инхибирати секрецију ГнРХ или гонадотропина или изазвати смањење функције јајника. На пример, неки психоактивни лекови узрокују хиперпролактинемију; глукокортикоиди и андрогени , било да се узимају у неке терапеутске сврхе или се излучују прекомерно, инхибирају секрецију гонадотропина; а циклофосфамид, лек против рака , узрокује недостатак јајника.
Хипоталамична аменореја је термин који се користи за описивање стања жена које имају олигоменореју или аменореју као резултат смањеног пулсирајућег лучења хормон који ослобађа гонадотропин (ГнРХ), који стимулише синтезу и секрецију два примарна гонадотропина - лутеинизирајућег хормона (ЛХ) и фоликле-стимулишућег хормона (ФСХ).
Узроци олигоменореје у хипофизи укључују хиперпролактинемију (високе концентрације пролактина у серуму ), без или са галакторејом (неодговарајућа лактација ), и недостатак гонадотропина, какав је изазван тумором хипофизе који не секретује или други поремећај који резултују смањеном функцијом хипофизе.

### Фактори ризика
У факторе ризика за појаву олигоменореја спадају:
- Неплодност (немогућност изношења трудноће до термина код нестерилне жене)
- Остеопороза
- Кардиоваскуларне болести
- Рак материце
- Шећерна болест тип 2

## Дијагноза
Дијагноза се поставља на основу анамнезе, гинеколошког прегледа, тестова овулације и утврђивања базалног хормонског статуса.
Анамнеза узета од пацијентице често је довољна за сумњу на ово стање.
Нивои хормона (естрадиола, ФСХ, ЛХ, тестостерона, пролактина, ТСХ, андростендиона, ДХЕАС и СХБГ) морају увек бити одређени.
Од сликовних метода примењује се ултразвучни преглед мале карлице, а код неких жена може бити индикован скенер (компјутеризована томографија) и нуклеарна магнетна резонанца.

## Терапија
Терапија зависи од узрока. Ако се одређени узрок не може санирати или ако није идентификован узрок, онда ће лечење зависити од жеље жене за плодношћу. У овом случају примењују се две методе: супституција гестагеном током друге фазе циклуса, када се од 16. до 25. дана циклуса користи прогестагенски препарат током 3-6 месеци. Друга могућност, ако постоји жеља да се заштити од нежељене трудноће, је употреба оралне контрацепције ниских доза.
Олигоменореја се обично лечи само када постоји жеља за трудноћом. У таквим случајевима, овулација се стимулише и индукује регулацијом других хормонских девијација које се налазе у базалном хормонском статусу. Уколико нема жеље за трудноћом, свакако се препоручује регулација циклуса због неповољног дуготрајног дејства естрогена на дојку и ендометријум. 
Ако плодност није пожељна, може се ординирати комбинација естрогена и прогестина или применити орална контрацепција ниским дозама. 
Ако је плодност пожељна, кломифен, који стимулише повећање лучења ЛХ, може успешно да изазове овулацију. Плодност се такође може обновити инјекцијама гонадотропина како би се стимулисало сазревање фоликула и индуковала овулација.